# Escritura pública
Una escritura pública es un documento público en el que se realiza ante un notario público (quien funge como ministro de fe) un determinado hecho o un derecho autorizado por dicho fedatario público, que firma con el otorgante u otorgantes, mostrando sobre la capacidad jurídica del contenido y de la fecha en que se realizó. 
La escritura pública es un instrumento notarial que contiene una o más declaraciones de las personas que intervienen en un acto o contrato, emitidas ante el notario que lo complementa con los requisitos legales propios y específicos de cada acto, para su incorporación al protocolo del propio notario y, en su caso, para que pueda inscribirse en los registros públicos correspondientes.

## Casuística ilustrativa
Son muchos los contratos y acuerdos entre particulares que deben formalizarse mediante escritura pública para revestirlo de valor probatorio, pero entre los más importantes que deben celebrarse por escritura pública se tienen todos los actos y contratos de disposición o gravamen de bienes inmuebles, la constitución de sociedades civiles y mercantiles, y demás negocios jurídicos en que sea precisa la conversión de un documento privado en un documento público, mediante la atribución al mismo de la fe pública. Para el otorgamiento de la escritura pública, las partes interesadas deben estar presentes o debidamente representadas.

## Escritura pública y acta notarial
Los notarios hacen todo tipo de documentos públicos, entre los que destacan las escrituras públicas y las actas notariales, que no son documentos iguales.
Una escritura pública es un documento público notarial en el que se recogen los negocios jurídicos que han sido perfeccionados y suponen desplazamiento patrimonial entre los sujetos que intervienen (por ejemplo una compra-venta de vivienda, una hipoteca, la adjudicación de una herencia, etc.) es irrevocable y tiene tanta fuerza jurídica que sólo puede impugnarse por la vía judicial.
Por su parte, las actas notariales recogen meros hechos, o actos jurídicos que supongan negocios revocables que nunca se inscriben en un registro público. Por tanto, las escrituras públicas recogen negocios jurídicos irrevocables y muchas se inscriben en registros públicos, mientras que las actas notariales se emplean para la constatación de hechos o de manifestaciones de los sujetos interesados.
Las dos formas de escritura pública que más abundantemente otorgan los notarios en España son las de compra-venta de vivienda y la de constitución de hipoteca inmobiliaria sobre una vivienda, al objeto de garantizar el préstamo para financiar su compra, y ambas formas de escritura se inscriben en el Registro de la propiedad.
Una escritura pública se comprende de tres apartados:
1. Introducción (o proemio)
  1. encabezamiento - consta el número de protocolo, el notario que lo va a autorizar y en su caso el notario para cuyo protocolo se va a autorizar, y el lugar y la fecha del otorgamiento
  2. comparecencia - se explica quién comparece físicamente ante el notario y se indican sus datos personales, domicilio y documento de identidad.
2. Cuerpo documental
  1. parte expositiva (o exposición) - antecedentes y declaraciones
  2. parte dispositiva (o estipulación) - disposiciones y estipulaciones
3. Conclusión (o cierre)
  1. advertencia - la expresión de la ejecución de las solemnidades de la ley
  2. otorgamiento - firma de los comparecientes
  3. autorización - firma del notario

## Regulación de la escritura pública en algunos países

### Chile
Las escritura pública está regulada por el párrafo 7 del Título XI del Código Orgánico de Tribunales, específicamente en los artículos 403 a 414. El artículo 403 define a la escritura pública en los siguientes términos:
“Artículo 403.- Escritura pública es el instrumento público o auténtico otorgado con las solemnidades que fija esta ley, por el competente notario, e incorporado en su protocolo o registro público.”
El Código Civil la clasifica como un tipo de instrumento público en su artículo 1699, por consiguiente haciendo plena fe en cuanto del hecho de haberse entregado y su fecha, y respecto de la verdad de las declaraciones contenidas en él hayan hecho los interesados, pero en este último punto sólo respecto de los declarantes, como lo establece al artículo 1700.

### Colombia
Se requiere de la presencia de un notario que dé fe sobre la identidad de las personas, documentos y hechos participantes en la escritura. En cuanto al notario y a su capacidad para dar fe pública, la ley colombiana (Decreto 2148 de 1983) ha contemplado lo siguiente:
“Art. 1.- El notariado es un servicio público e implica el ejercicio de la fe notarial. La fe pública o notarial otorga plena autenticidad a las declaraciones emitidas ante el notario y a lo expresado por este respecto de los hechos percibidos en el ejercicio de sus funciones, en los casos y con los requisitos que la ley establece.
Art. 2.- El notario ejercerá sus funciones a solicitud de los interesados, quienes tienen el derecho de elegirlo libremente, salvo lo estipulado en el reparto.
Art. 3.- El notario no autorizará el instrumento cuando llegue a la conclusión de que el acto que contiene sería nulo por incapacidad absoluta de alguno de los otorgantes o por estar clara y expresamente prohibido por la ley.
De los demás vicios que afecten el acto objeto del contrato advertirá a los comparecientes y si estos insistieren lo autorizará, dejando constancia de ello en el instrumento”. 
Los medios probatorios, constantemente recurren a los denominados documentos de fecha cierta, y estos documentos son precisamente los que han sido presentados ante notario, quien ha dado fe de la fecha de origen de tal documento.
No es posible considerar un documento privado con valor de documento de fecha cierta, por lo que en muchos casos no es válido para probar derechos que estuvieran controvertidos, por tanto, si se quiere tener la seguridad de un medio de prueba válido, requiere ser elevado a escritura pública siempre.

### México
La Ley del Notario del Distrito Federal, en los artículos 60 y 82 señala los dos tipos de documentos públicos que el notario puede hacer constar en el protocolo.
"Art. 60.- Para los efectos de esta Ley, se entiende por escritura cualquiera de los siguientes instrumentos públicos: 
I. El original que el notario asiente en el libro autorizado, conforme al artículo 46 de este Ordenamiento, para hacer constar un acto jurídico, y que contenga la firma de los comparecientes y la firma y sello del notario.
II. El original que se integre por el documento en que se consigne el acto jurídico de que se trate, y por un extracto de este que contenga sus elementos esenciales y se asiente el libro autorizado.
El documento deberá llenar las formalidades que señala este capítulo, ser firmado en cada una de sus hojas y al final por los comparecientes y el notario; llevar el sello de este en los expresados lugares, y agregar al apéndice con sus anexos.
El extracto hará mención del número de hojas de que se compone el documento, y relación completa de sus anexos y será firmado por los comparecientes del notario.
La autorización definitiva y las anotaciones marginales se harán solo en el libro del protocolo."
Para el otorgamiento de una escritura la ley señala dos posibilidades: 1.- Que se extienda completa en el protocolo; 2.- Que se extienda un extracto y se agregue al apéndice el documento complementario.

## Nulidad de la escritura pública en México
La nulidad total de una escritura está regulada en la ley del notariado:
- Artículo 157.- La nulidad de un instrumento o registro notariales sólo podrá hacerse valer por vía de acción y no por vía de excepción, siempre que existan elementos claramente definitorios en contra que ameriten romper, como excepción debidamente comprobada, el principio de prueba plena.

- Artículo 162.- El instrumento o registro notarial sólo será nulo:

I. Si el Notario no tiene expedito el ejercicio de sus funciones en el momento de su actuación;
II. Si no le está permitido por la Ley intervenir en el acto;
III. Si no le está permitido dar fe del acto o hecho materia de la escritura o del acta por haberlo hecho en contravención de los términos de la fracción II del artículo 45;
III. Si fuere firmado por las partes o autorizado por el Notario fuera del Distrito Federal;
IV. Si ha sido redactado en idioma distinto al español;
V Si no está firmado por todos los que deben firmarlo según esta Ley, o no contiene la mención exigida a falta de firma;
VI. Si está autorizado con la firma y sello del Notario cuando debiera tener nota de "no pasó", o cuando el instrumento no esté autorizado con la firma y sello del Notario.
VII. Si el Notario no se aseguré de la identidad de los otorgantes en términos de esta Ley.
Cuando se demanda la nulidad de una escritura pública debe intervenir necesariamente el notario ante el cual se otorgó, ya que de proceder la acción, tiene que hacer la anotación respectiva a su protocolo y, además, porque en algunos casos, su actuación trae aparejada responsabilidad, ya sea por una conducta dolosa o culposa.

### Tipos de nulidad de la escritura
- Nulidad Parcial de la escritura

Se produce esta nulidad cuando existan adiciones entre renglonaduras y palabras testadas que no se salven a final del documento.
Las correcciones no salvadas en las escrituras, actas o acentos de registro se tendrán por no hechas.
La falta de forma de la escritura puede convalidarse otorgando la misma con los formalismos establecidos por la ley del notariado.
El artículo 120 de la ley del notariado dispone que cuando se requiera resistir o modificar un acto contenido en una escritura se deberá extender una nueva escritura y se realizará una anotación que poseerá.
Existe información parcial de una escritura cuando se hacen constar varios actos jurídicos en una sola y a una de ellas se le agrega la nota complementaria de no paso. Por lo que la escritura queda ineficaz solo por lo que corresponde únicamente al acto testado no paso.
- Nulidad de Fondo de la escritura

La nulidad de fondo se produce cuando el Instrumento Público es ineficaz porque el acto o contrato que contiene está afectado por un vicio que lo invalida. Esta nulidad se rige por las normas referentes a la nulidad de los actos y contratos del Derecho civil.
- Nulidad de Forma de la escritura

La nulidad de forma es la que interesa al Derecho Notarial ya que afecta al documento o Escritura Pública considerado en sí mismo, y no como continente del acto jurídico inválido. Lo anterior sin perjuicio, que la nulidad formal afecte directa o indirectamente la validez del acto que contiene.

## Nulidad formal de la escritura pública en Colombia
El otorgamiento de las escrituras públicas está sometido a unos requisitos formales de obligatorio cumplimiento; pero no toda irregularidad ni todo incumplimiento de algún requisito produce nulidad o ineficacia de la escritura, ya que en algunos casos este incumplimiento no afecta el fondo del instrumento sino que produce algunas sanciones fiscales o responsabilidades al notario.
Se trata de la nulidad formal, ya que la nulidad sustancial es materia del derecho civil sustantivo y es a las partes o a los interesados a quienes compete pedir su declaratoria, según el caso.
El artículo 99 del Decreto Ley 960 de 1970 establece que desde el punto de vista formal, son nulas las escrituras en que se omita el cumplimiento de los requisitos esenciales en los siguientes casos:
*Cuando el notario actúe fuera de los límites territoriales del respectivo círculo notarial.
*Cuando faltare la comparecencia ante el notario de cualquiera de los otorgantes, bien sea directamente o por representación.
*Cuando los comparecientes no hayan prestado aprobación al texto del instrumento extendido.
*Cuando no aparezca la fecha y el lugar de la autorización, la denominación legal del notario, los comprobantes de la representación, o los necesarios para autorizar la cancelación.
*Cuando no aparezca debidamente establecida la identificación de los otorgantes o de sus representantes, o la forma de aquellos o de cualquier compareciente.
*Cuando no se hayan consignado los datos y circunstancias necesarios para determinar los bienes objeto de las declaraciones.
Cabe anotar, que ha existido discrepancia acerca de los fenómenos de la inexistencia y de la nulidad. Y el artículo 100 del Estatuto del Notariado, establece la inexistencia de la escritura como tal, cuando no haya sido autorizada por el notario.
Establece solución solo en el caso de falta de la firma del notario, cuando se debiere a causas diferentes a las que justifican la negativa de la autorización, facultando a la Superintendencia de Notariado y Registro, para disponer que el instrumento se suscriba por quien se halle ejerciendo el cargo.
ARTÍCULO 100 <INEXISTENCIA>. El instrumento que no haya sido autorizado por el Notario no adquiere la calidad de escritura pública y es inexistente como tal. Empero, si faltare solamente la firma del Notario, y la omisión se debiere a causas diferentes de las que justifican la negativa de la autorización, podrá la Superintendencia de Notariado y Registro, con conocimiento de causa, disponer que el instrumento se suscriba por quien se halle ejerciendo el cargo.